# Miracle de Calanda
El Miracle de Calanda fou un esdeveniment miraculós succeït a Miguel Pellicer a Calanda al segle xvii.

## Biografia
Miguel Juan Pellicer Blasco (Calanda, Regne d'Aragó, març de 1617 - Velilla de Ebro, 12 de setembre de 1647) fou conegut pel miracle que la Verge del Pilar va obrar en ell. Va néixer a Calanda, prop de Terol, el 1617 i va ser batejat el 25 de març. Va ser el segon fill de vuit germans, d'una humil família de pagesos.

### Amputació de la seva cama
Als 19 anys, a finals de l'any 1636 o inicis de 1637, deixa la casa dels seus pares i es trasllada a Castelló, a casa d'un oncle seu per part materna.
Diu la llegenda que un dia de finals de juliol de 1637, portant un carro carregat de blat i tirat per dues mules, sobre una de les quals cavalcada Miguel Juan, va caure aquest a terra, passant una roda del carro sobre la seva cama dreta, i suposadament, li fracturar la tíbia en la seva part central.
És traslladat a València i ingressa a l'Hospital Reial el dia 3 d'agost de 1637, segons consta en el Llibre de Registre, que encara es conserva. En aquest hospital només roman cinc dies, ja que enyora les seves terres d'Aragó. Sol·licita permís per traslladar-se a Saragossa, i després de gairebé dos mesos de viatge arriba a la seva destinació a primers d'octubre de 1637.
La primera visita que realitza a Saragossa, només arribar, és a la Basílica del Pilar. I a continuació és ingressat a l'Hospital General de Nostra Senyora de Gràcia. És aquí on, segons consta, se li amputa la cama "quatre dits per sota el genoll". Enterrada aquesta cama al cementiri de l'hospital, dins d'un forat "com un pam de fons". Se li va posar una cama de fusta i se li va proporcionar una crossa a la primavera de 1638.
Va haver de recórrer a l'almoina per poder viure, fet que realitzava en una de les portes del Temple del Pilar, a Saragossa. I aprofitava aquesta circumstància per sentir missa tots els dies en la Santa Capella, a la vegada que s'ungia amb oli de les llànties el monyó de la cama per intentar suavitzar el dolor. Aquesta situació va durar uns dos anys, ja que va decidir tornar a casa de Calanda.

### La nit del miracle
A la primera setmana de març de 1640 inicia el seu viatge de retorn a Calanda.
El 29 de març de 1640, i després d'una dura jornada de treball a casa seva, en arribar la nit, la seva mare li va preparar una jaça improvisada al costat del llit conjugal, a causa que la seva habitació l'emprava un soldat que s'allotjava a casa seva. Miguel s'adorm quan eren aproximadament, les deu de la nit.
La llegenda assenyala que entre les deu i mitja i les onze de la nit entren els seus pares a l'habitació "a llum de canelobre", i perceben una "fragància i olor suau anormals", i en acostar la seva mare per a comprovar com s'havia acomodat Miguel en el llit improvisat d'aquella nit, el troba dormint, però, segons la llegenda local, veu admirada que per sota de la capa sortien dos peus creuats. Van comprovar, Miguel Juan i els seus pares, ja en els primers moments, a la llum del canelobre, la persistència de velles cicatrius de la "cama amputada" a la "nova cama".

### Acta notarial del miracle
El dia 2 d'abril, cinc dies després del suposat miracle, concretament el dilluns Sant, D. Miguel Andreu, notari de Mazaleón, aixeca acta notarial de "tan impressionant fet". L'original d'aquesta acta notarial, amb tot el protocol notarial de l'any 1640, es conserva a l'Arxiu de l'Ajuntament de Saragossa.
El 25 d'abril, Miguel Juan i els seus pares arriben a Saragossa per donar gràcies a la Mare de Déu del Pilar. El capítol de Saragossa va trametre al Comte Duc d'Olivares la informació del fet perquè, al seu torn, la posés en coneixement del rei Felip IV. Declaren en aquest procés: facultatius i sanitaris (5 persones), entre ells el cirurgià que li va amputar la cama, familiars i veïns (5 persones), autoritats locals (4 persones), autoritats eclesiàstiques (4 persones), personatges diversos (6 persones, destacant a dos fondistes de Samper de Calanda i de Saragossa). L'Església reconeix el fet com a "miracle" el dia 27 d'abril de 1641.
El 14 de juny de 1641, Miguel Juan retorna a la seva comarca. A la tardor d'aquest mateix any viatja a Madrid per ser presentat al Rei Felip IV de Castella, el qual, com és sabut, té la deferència de besar la cama. A finals del segle xvii comença la construcció en Calanda d'un temple, l'anomenat Temple del Pilar, ubicat a la casa de Miguel Pellicer i dedicat a la Verge del Pilar, a qui se li atribueix el miracle. On abans s'ubicava l'habitació de Pellicer, en l'actualitat hi ha una capella en honor del miracle.
L'últim vestigi de les fonts manuscrites sobre Miguel Juan sembla la inscripció en el llibre de difunts de la parròquia de Velilla de Ebro (Saragossa) el 12 de setembre de 1647.

## Difusió
Actualment, el miracle del coix de Calanda s'ha difós per gairebé tot Europa. Vittorio Messori va escriure el llibre El gran Milagro el 1999. També aquest miracle va tenir la seva participació l'any 2007 en el programa Cuarto milenio, en el Cuatro.